# Cinemanila International Film Festival
Il Festival internazionale di Cinemanila (Cinemanila International Film Festival) è un festival cinematografico dedicato al cinema indipendente delle Filippine e del Sudest asiatico, che si svolge annualmente nella città di Manila con cadenza variabile. È stato fondato nel 1999 dal regista Tikoy Aguiluz su ispirazione di Cinemanila, un'associazione creata dal collega Lino Brocka che promuoveva la creazione di film indipendenti.
La mostra incorpora elementi religiosi e mitologici basati sulla cultura locale. L'icona di Cinemanila è la divinità ifugaoense della fertilità, nota localmente con il nome di Bulul. Il festival ha infatti lo scopo di evocare Bulul affinché lo spirito funga da benedizione per l'industria cinematografica filippina e possa portare alla realizzazione di ottime pellicole. Tra i principali riconoscimenti assegnati in questo evento vi sono il Premio Lino Brocka ed il Premio Ishmael Bernal per il Cinema Giovane, creati rispettivamente in onore di Lino Brocka e Ishmael Bernal.      
Altro importante elemento del festival è il Sine Barangay (Barangay del cinema), un evento della durata di tre giorni con proiezioni gratuite di film e workshop di regia cinematografica in vari baranggay di Manila. 